# Swiss Arena
La SWISS Arena est une patinoire située à Kloten, près de Zurich, en Suisse. Elle est principalement utilisée pour le hockey sur glace et est la résidence du EHC Kloten. L'édifice peut accueillir jusqu'à 7 624 personnes.
Appelée autrerfois Schluefweg, la patinoire prend le nom de Kolping Arena en 2008, à la suite du sponsoring de la caisse maladie Kolping Krankenkasse. En 2015, elle change de nouveau de nom et s'appelle dès lors SWISS Arena, du nom de la compagnie aérienne nationale, basée dans l'aéroport voisin. En septembre 2021, l'appellation passe à stimo arena, pour revenir à SWISS Arena en mai 2024.